# أونا تشابلن
أونا كاستيلا تشابلن (مواليد 4 يونيو 1986 - ) ممثلة إسبانية. وهي حفيدة الممثل المعروف تشارلي تشابلن. شاركت أونا في عدة أعمال فنية مثل مسلسل تابو.

## روابط خارجية
- أونا تشابلن على موقع IMDb (الإنجليزية)
- أونا تشابلن على موقع ميتاكريتيك (الإنجليزية)
- أونا تشابلن على موقع ميتاكريتيك (الإنجليزية)
- أونا تشابلن على موقع روتن توميتوز (الإنجليزية)
- أونا تشابلن على موقع قاعدة بيانات الأفلام العربية
- أونا تشابلن على موقع ألو سيني (الفرنسية)
- أونا تشابلن على موقع أول موفي (الإنجليزية)
- أونا تشابلن على موقع قاعدة بيانات الأفلام السويدية (السويدية)
- أونا تشابلن على موقع قاعدة بيانات الفيلم (الإنجليزية)
- أونا تشابلن على موقع ليتربوكسد (الإنجليزية)
- Oona Chaplin at the الأكاديمية الملكية للفنون المسرحية